# Боблетіч
Боблетіч (рум. Bobletici) — село у Синжерейському районі Молдови. Входить до складу комуни, адміністративним центром якої є село Кошкодень.

## Населення
За даними перепису населення 2004 року у селі проживали 546 осіб.
Національний склад населення села:
| Національність       | Кількість осіб | Відсоток   |
| -------------------- | -------------- | ---------- |
| молдавани румуни     | 538 1          | 98,5% 0,2% |
| росіяни              | 5              | 0,9%       |
| болгари              | 1              | 0,2%       |
| інша / без відповіді | 1              | 0,2%       |
| Всього               | 546            | 100%       |